# Petalifera
Petalifera is een geslacht van weekdieren uit de klasse van de Gastropoda (slakken).

## Soorten
- Petalifera albomaculata (Farran, 1905)
- Petalifera gravieri (Vayssière, 1906)
- Petalifera krusadaiae O'Donoghue, 1930
- Petalifera petalifera (Rang, 1828)
- Petalifera punctulata (Tapparone Canefri, 1874)
- Petalifera qingdaonensis Lin, 1990
- Petalifera ramosa Baba, 1959